# 弗莱特朗日
弗莱特朗日（法語：Flétrange，法語發音：[fletʁɑ̃ʒ]；洛林法兰克语：Flétringen）是法国摩泽尔省的一个市镇，位于该省中部，属于福尔巴克-布莱摩泽尔区。

## 地理
弗莱特朗日（49°3'44"N, 6°33'34"E）面积6.07 平方千米，位于法国大東部大區摩泽尔省，该省份为法国东北部内陆省份，是洛林的一部分，西南接默尔特-摩泽尔省，东临下莱茵省，北与卢森堡和德国接壤。
与弗莱特朗日接壤的市镇（或旧市镇、城区）包括：邦比代尔斯特罗夫、克雷昂日、埃尔旺日、甘格朗日、上维尼厄勒。

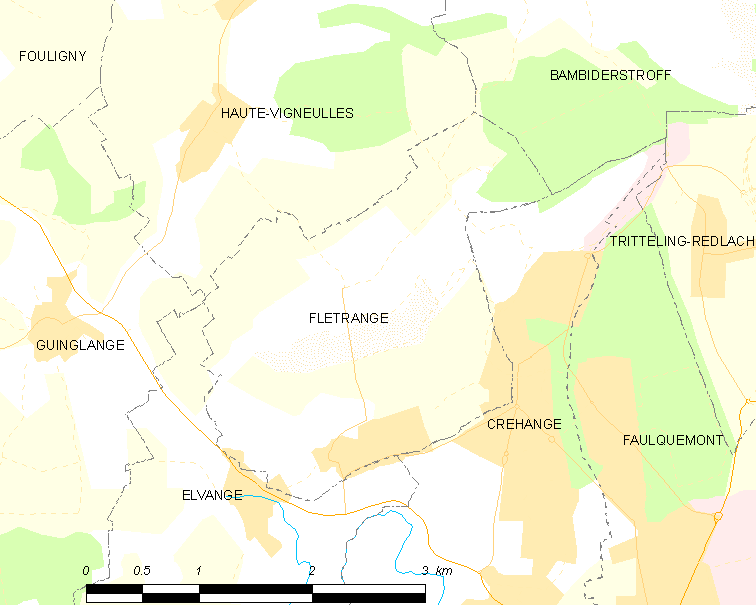
弗莱特朗日的OSM定位图

弗莱特朗日的时区为UTC+01:00、UTC+02:00（夏令时）。

## 行政
弗莱特朗日的邮政编码为57690，INSEE市镇编码为57217。

## 政治
弗莱特朗日所属的省级选区为福尔克蒙县。

## 人口

1962-2008年间弗莱特朗日人口变化图示

弗莱特朗日于2022年1月1日时的人口数量为876人。